# Pinochétisme
Le pinochétisme (espagnol : Pinochetismo) ou pinochisme, est une idéologie politique autoritaire et personnaliste enracinée dans la dictature militaire dirigée au Chili entre 1973 et 1990 par Augusto Pinochet. Diversement décrit comme de droite et d'extrême droite, le pinochétisme se caractérise par son anticommunisme, son néolibéralisme son conservatisme et son militarisme. Sous Pinochet, l'économie chilienne a été placée sous le contrôle d'un groupe d'économistes chiliens connus collectivement sous le nom de Chicago Boys, dont les politiques de libéralisation ont été décrites par certains comme néolibérales. Les anciens et les partisans actuels de la dictature sont connus sous le nom de pinochetistas.

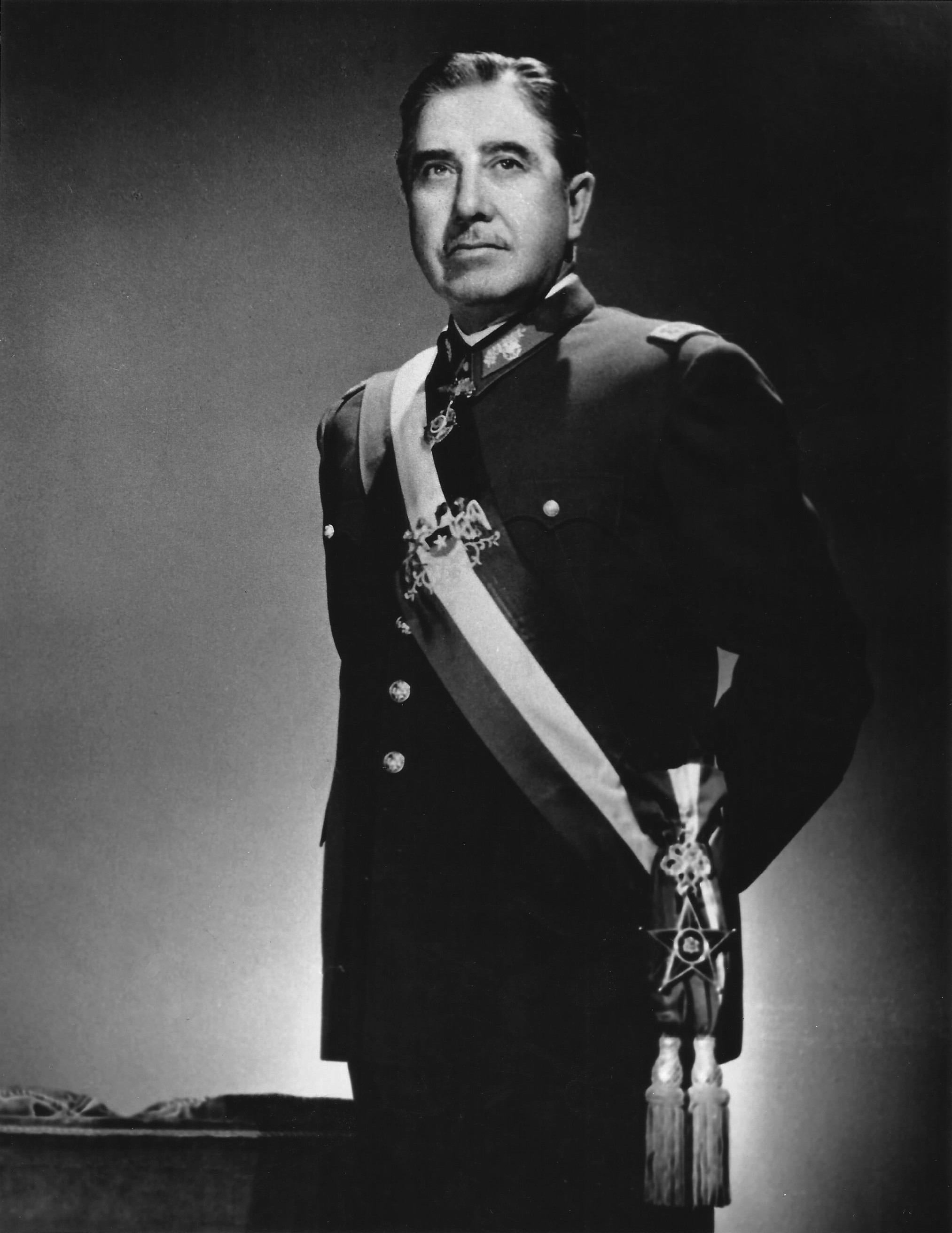
Portrait officiel d'Augusto Pinochet pendant la dictature militaire du Chili.

## Idéologie
Parmi les caractéristiques de ce courant de pensée, l'exaltation de la figure d'Augusto Pinochet en tant que principal protagoniste du coup d'État de 1973 au Chili et principale figure de la période historique connue sous le nom de dictature militaire . Selon cette idéologie, c'est Pinochet qui a sauvé le Chili de la grave crise politique, économique et sociale dans laquelle il s'est trouvé sous le gouvernement de Salvador Allende, et qui a conduit à la crise économique de 1973.

## Lien avec les institutions

### Partis et mouvements politiques
Dès son arrivée au pouvoir, la dictature militaire prend comme première mesure l'interdiction des partis de gauche, avec la persécution bien connue de leurs militants. Quant aux autres partis, il ordonne leur suspension "jusqu'à nouvel ordre" (bande n°1 de la junte militaire), cependant, de nombreux militants de partis de droite auxquels s'ajoutent quelques chrétiens-démocrates et radicaux ont activement collaboré avec le nouveau régime mais n'ont pas pu manifester ouvertement leurs pensées.
Entre 1973 et 1980, toute activité politique partisane était interdite. En 1980, avec la promulgation de la nouvelle constitution, l'organisation de groupes politiques a été autorisée, y compris certains groupes d'opposition. Ce n'est qu'en 1987 que la loi sur les partis politiques a été promulguée, une règle avec laquelle les partis politiques pouvaient officiellement commencer à fonctionner, à l'exception du Parti communiste et de toute organisation ayant une idéologie similaire, une interdiction fondée sur l'article 8 de la Constitution politique de 1980.
Entre 1980 et 1987, divers groupes de soutien à la dictature ont émergé, tels que le Mouvement d'action nationale, le Front national du travail, le Front de la jeunesse d'unité nationale, le Mouvement de l'union nationale, l'Union démocrate indépendante et d'autres qui ont servi de base à l'émergence de la Renovación Nacional et de l' UDI, le parti alors le plus identifié au pinochétisme. Les mouvements susmentionnés étaient des représentants des positions libérales et conservatrices de droite, y compris des grémialistes, mais ils ne représentaient pas une idéologie de type fasciste.
Cependant, la dictature militaire a bénéficié du soutien de groupes fascistes tels que le Mouvement révolutionnaire national-syndicaliste et d'autres qui, après une lutte de pouvoir avec la droite libérale-conservatrice, ont quitté le pouvoir, principalement en raison de la critique de ces groupes pour la direction néolibérale qui a acquis le nouveau régime. Cette lutte a été remportée par les secteurs libéraux-conservateurs (RN et UDI) liés à l'Université catholique, qui en raison de leurs origines sociales disposaient d'un vaste et important réseau de contacts. De plus, les autorités militaires, dans une démonstration de pragmatisme, faisaient davantage confiance aux courants néolibéraux qu'aux nationalistes car ils considéraient que par l'économie ils pouvaient insérer le Chili dans le contexte international, puisque le régime était politiquement isolé ; Il y a même eu une période d'ostracisme au cours de laquelle le pays andin a intégré le soi-disant «triangle Santiago-Brasilia-Jérusalem-Pretoria», composé d' États parias, comme l'Afrique du Sud de l'apartheid ou Israël.
En 1987, lors de la promulgation de la loi autorisant l'existence des partis politiques, l'idée de créer un parti politique qui servirait de support idéologique à la dictature militaire surgit parmi un groupe de personnalités de différents domaines liés au nationalisme chilien. C'est ainsi qu'est né l'Avanzada Nacional, un parti qui a centré ses positions sur la figure de Pinochet, et dans lequel nombre de ses militants étaient membres du Centre national d'information (CNI), raison pour laquelle ce parti a obtenu des voix très faibles au élections de 1989, disparaissant lorsque le minimum légal requis n'a pas été obtenu. D'autres groupes ont également émergé, comme le Grand Front du Chili (GFCh), constituée à la fin de 1987 et qui comprenait d'autres organisations qui soutenaient Pinochet, telles que l'Acción Gremialista, les Comités d'action civique et le Mouvement indépendant pinochetiste.